# Batalla del Cabo Espartel (1782)
La batalla de Cabo Espartel fue una batalla naval de dudoso resultado en la que se enfrentaron una flota hispano-francesa comandada por el almirante Luis de Córdova y una británica dirigida por el almirante Richard Howe. Dichas fuerzas se encontraron el 20 de octubre de 1782 después de que Howe hubiera conseguido abastecer de provisiones a Gibraltar, sometida en aquel entonces, por las fuerzas de la Casa de Borbón, al Gran Asedio de Gibraltar ocurrido durante la guerra de Independencia de los Estados Unidos.

## Antecedentes
Cuando España entró en la guerra de Independencia de los Estados Unidos en 1779, uno de sus principales objetivos era el de recuperar Gibraltar a los británicos. Poco después de comenzada la guerra, fuerzas españolas y francesas iniciaron el Gran Asedio a Gibraltar de 1779 cortando el acceso por tierra a la península y decretando un bloqueo naval que resultó ser un tanto "poroso". El asunto fue considerado algo muy grave por los jefes políticos y militares británicos ya que España estaba buscando la cesión del territorio mediante negociaciones pacíficas. 
La Flota del Canal, la cual se encontraba bajo las órdenes del almirante Richard Howe, tuvo que lidiar con varios asuntos conflictivos durante el verano de 1782. Aparte de proteger el Canal de la Mancha de las incursiones hispano-francesas, la Flota también tenía que contar con la posibilidad de una acción en el mar del Norte por parte de la Provincias Unidas de los Países Bajos contra el transporte de indispensables abastecimientos provenientes del mar Báltico y además tener dispuesto el convoy para abastecer Gibraltar que se estaba preparando en Spithead.
Este gran convoy zarpó el 11 de septiembre y estaba formado por treinta y cinco navíos de línea, un convoy destinado a Gibraltar y otro adicional con destino a las Indias. Las órdenes del almirante Howe eran entregar los suministros a Gibraltar y regresar de inmediato a Inglaterra pero, debido al mal tiempo y vientos contrarios, el 9 de octubre la flota destinada a Gibraltar solo había llegado al cabo de San Vicente.
Mientras, la flota hispano-francesa encargada del bloqueo a Gibraltar, se encontraba anclada en la bahía de Algeciras. Estaba compuesta por 49 navíos de línea bajo el mando del almirante español Luis de Córdova y muchos de ellos se encontraban en bastante mal estado. El 10 de octubre, una fuerte tormenta provocó daños severos en la flota aliada. Y, entre otros muchos desperfectos, un  barco de línea quedó varado, otro marchó a la deriva hasta ponerse al alcance de los cañones de Gibraltar y un tercero fue arrastrado a través del estrecho de Gibraltar hasta el mar Mediterráneo.
El almirante Howe se reunió con todos sus capitanes e impartió detalladas instrucciones para la llegada segura de los transportes. El 11 de octubre, los transportes comenzaron a entrar en el Estrecho seguidos por la flota de escolta. Cuatro transportes consiguieron anclar en Gibraltar mientras que el resto de transportes fue arrastrado por las fuertes corrientes hasta el mar Mediterráneo. Los barcos de guerra, por su parte, continuaron su navegación por el Océano Atlántico.
Con el viento a su favor, la flota del almirante Córdova salió en persecución de ésta con los grandes navíos, al tiempo que ordenaba a sus buques más pequeños y rápidos que no perdieran la pista de los británicos. El 13 de octubre, los británicos consiguieron reagruparse a cincuenta millas al este de Gibraltar, lejos de las costas españolas, y navegaron al sur hacia la costa marroquí por debajo de la flota que les perseguía. Finalmente, el 15 de octubre, con viento favorable, los barcos británicos se adentraron de nuevo en el Estrecho llevando exitosamente el convoy dentro de Gibraltar entre el 16 y el 18 de octubre.

## Batalla
El 19 de octubre, la flota conjunta fue avistada al este de Gibraltar. El almirante Howe, tratando evitar la batalla en el Estrecho, levó anclas y arrumbó hacia el Oeste con los aliados siguiéndole. Una vez dejado el Estrecho de Gibraltar, Howe redujo la velocidad de navegación ofreciendo a Córdova, que mantenía el barlovento, la opción de entablar combate.
A las 13.30 los navíos aliados echaron los botes al agua, maniobra que se hacía siempre antes de combatir, para despejar la cubierta y tener los botes salvavidas dispuestos.
A las 16:30 se da orden de caza general con la que Córdova instaba a perseguir la retaguardia inglesa haciendo todos los esfuerzos por alcanzarla con la esperanza de que trabado el combate el resto de la flota inglesa acudiría en su auxilio y pudiera darse un enfrentamiento en toda regla.
Los británicos admiraron, tras llegar a la una del mediodía el buque insignia Santísima Trinidad al centro de su línea y separadas aún dos millas las flotas contendientes el modo de maniobrar de los españoles, su pronta línea de combate, la veloz colocación del navío insignia en el centro de la fuerza y la oportunidad con que forzó la vela la retaguardia acortando las distancias.
El encuentro armado se generalizó hacia las seis menos cuarto de la tarde momento en el que algunos navíos aliados lograron establecer contacto con los ingleses estando a la vista de Cabo Espartel y comenzaron a abrir fuego contra la retaguardia inglesa. Pero los días son cortos en el otoño, y mientras españoles y franceses metían dentro o recogían las alas y rastreras, desembarazándose de estas velas menudas exteriores para pelear, recobraban los ingleses la ventaja de la marcha, alejándose más cada vez más para perderse de vista. 
Doce de los navíos aliados, el * Atlante (70), * San Eugenio (70), * Miño (54), Terrible (110) General Bonet, * León (64) General Gastón, * Concepción (94), *San Fernando (80), * África (70), Bien Aime (74), * Astuto (60), * Oriente (70), * San Julián (66),  los más pesados entre los que había dos de tres puentes, dos de ochenta cañones, y tres generales, comandantes de cuerpos de la Armada  no consiguieron ponerse á tiro; los demás- la escuadra ligera y el centro-, en dos intervalos distintos, el último alumbrado por la luna, se cañonearon con la retaguardia inglesa, intentando vanamente cortarla o detenerla.
El combate se desarrolló sin orden ni concierto, cada cual intentando dar alcance a la presa que se había fijado sin la coordinación y dirección de los mandos naturales de la segunda y tercera escuadra empeñándose primero en vanguardia, después la retaguardia, y por último al centro. Así era imposible fijar a los ingleses y llegar a una situación de superioridad pues si la vanguardia se adelantaba demasiado, el cuerpo principal no llegaba a tiempo; por lo que entonces facheaban los de cabeza en espera de los segundos, y vuelta a empezar. La heterogeneidad de la escuadra aliada, con buques de velocidad muy dispar, hacía imposible maniobrar conjuntamente.
No obstante y en el combate individual, a pesar de la formidable protección que le procuraba el Victory (100), donde Howe ondeaba su insignia, el almirante inglés orzó todo a estribor cuando vio como el San Rafael (74) se ponía en facha para facilitar la llegada del Santísima Trinidad a la línea con el objeto de prolongarse al navío del almirante inglés. 
Precedido por el 98 cañones Princess Royal y seguido a menos de 1 cable por el Blenheim, del mismo porte, el Victory rehusó medirse con el Santísima Trinidad. El timonel del buque inglés viraba todo lo que daba la rueda para alejarse del insignia de Córdova, cuyo bauprés apuntaba desafiante a su popa. El Victory vació todas sus piezas de babor sobre el francés Bretagne (110), matalote de popa del Santísima Trinidad. El San Rafael intercambió fuego con el Princess Royal, y el navío de Córdova, una vez encajado en la línea, bombardeó al Victory, cercenando el mastelero de juanete mayor y horadando el juanete de sobremesana. Asimismo, 4 bolas de hierro fundido despejaron la toldilla inglesa.
En su “Naval History of Great Britain”, el historiador inglés William James, al que se le reconoce cierta imparcialidad a la hora de calibrar los daños y bajas en los buques de la Royal Navy, imputa al Santísima Trinidad los cañonazos que mataron a 7 marines en el insignia inglés, a pesar de que ambos navíos estaban a más de 400 metros de distancia y el enfrentamiento entre ellos duró sólo 11 minutos.
Howe, que tenía la señal de evitar el combate izada desde que avistó a la formidable escuadra enemiga de casi 4 docenas de embarcaciones, cuando pudo puso agua de por medio entre ambos colosos. De la misma forma, James menciona que el San Rafael fue un perfecto escudero del navío de Córdova pues, cuando el Trinidad se encargaba del Victory, el San Rafael se interpuso al avance del Asia (64), que trataba de cañonear al insignia español por su retaguardia y frustró parcialmente al inglés, ya que, éste desde lejos soltó una ráfaga, parte de la cual cayó sobre el Trinidad, matando en el acto a un marinero que operaba la vela mayor y dejando cuatro heridos en el castillo de proa, dos de ellos de consideración.
El combate no fue ni continuado ni general, sino alternado, según los enemigos querían agrandar las distancias con su mayor andar y arribadas con lo que finalmente á las diez y cuarto quedaron fuera del fuego, poniéndose en retirada con vela desigual, unos mucha y otros menos, según les convendría para mantener su orden.
Tras cinco horas de combate indeciso, y viendo que se aproximaban a la zona de combate los 12 navíos aliados que restaban para completar su flota, los 34 buques británicos, de más andar que los aliados  por ir  forrados sus obras vivas de cobre, decidieron rehuir el combate por el mayor número de navíos españoles, por lo que enseñando sus popas se fueron alejando del alcance de la artillería española.
En ese momento Córdova consideró inútil el perseguirlos con la señal de caza general porque, vista la huida, no cabía esperanza de alcanzarlos; ignoraba las averías de su flota y se exponía en la posición accidental a un desorden o falta de entendimiento de señales, con el riesgo que suponía el atacar a 34 navíos bien ordenados por lo cual, y siendo muy poco el viento en la noche, se mantuvo a la expectativa.
Al amanecer el 21 se veían á larga distancia los enemigos, como a 12 millas, con rumbo a Occidente, por lo que Córdova consciente de la inutilidad de perseguirlos marcó rumbo a Cádiz. Las resultas de la refriega en los cascos no eran de consideración y entre las dotaciones se contó la baja de 50 muertos y 302 heridos, con los que arribó la escuadra a puerto. Entre los británicos, las pérdidas fueron de 68 muertos y 208 heridos.
Perdidas inglesas detalladas por buques:
VANGUARDIA  
1ª División de estribor
Royal William, 2 marineros muertos y 11 heridos junto a 2 oficiales heridos, Mr Willis, segundo teniente que perdió su pierna derecha y un tercer teniente que perdió su brazo y su pierna 
Goliah, 4 marineros muertos y 14 heridos junto a 2 oficiales heridos Mr Weatly, tercer teniente y Mr. Wooden, “master”
Ganges, 6 marineros muertos y 22 heridos junto a un oficial herido, el capitán Fielding herido en un brazo
Foudoyant, 4marineros muertos y 7 heridos junto a un oficial heridos
Britannia, 8 marineros muertos y 12 heridos junto a un oficial herido, el contramaestre que perdió su pierna 
Atlas, 2 marineros muertos y 3 heridos 
Ruby, 6 marineros muertos 
2ª División de babor
Panther, 2 marineros muertos y 14 heridos junto a un oficial muerto, el guardiamarina Mr Robert Sturges
Edgar, 6 marineros heridos
Polyphemus, 1 marinero  y tres oficiales heridos
Surfolk, ninguna baja
Vigilant, 1 marinero muerto y 2 heridos 
CENTRO 
1ª División de estribor
Courageux, 4 marineros heridos junto a un oficial muerto el guardiamarina Mr. Augustus Hervey
Crown, un marinero muerto
Alexander, 2 marineros muertos y 4 heridos 
Sampson, 2 marineros muertos 
Princess Royal, un marinero muerto
Victory, 7 muertos
2ª División de babor
Blenheim, 2 marineros muertos y 3 heridos 
Asia, ninguna baja
Egmont, un marinero muerto
Queen, un marinero muerto y 4 heridos 
Bellona, ninguna baja
RETAGUARDIA 
2ª División de estribor
Raisonable, un marinero muerto
Fortitude, 2 marineros muertos y 9 heridos 
Princess Amelia, 4 marineros muertos y 5 heridos 
Berwick, 5 marineros heridos y un oficial muerto herido el cuarto teniente  Mr John Lampen
Biensaisant, 2 marineros muertos y 4 heridos 
1ª División de estribor
Dublin, ninguna baja
Cambridge, 3 marineros muertos y 4 heridos junto a  un oficial muerto el guarda marina Mr Baxter y 2 heridos
Ocean, ninguna baja
Union, 5 marineros muertos y 15 heridos 
Buffalo, 6 marineros muertos y 14 heridos junto a 2 oficiales heridos el contramaestre y el “master”
Vengeance, 2 marineros muertos y 11 heridos junto a 3 oficiales heridos, de ellos el segundo teniente Eastly
Un total de 68 muertos de ellos 4 oficiales  y 208 heridos de ellos 17 oficiales distribuidos de la siguiente forma:
Vanguardia
1ª División Estribor 28 marineros muertos, 62 heridos junto a 6 oficiales heridos
2ª División babor 7 marineros muertos, 30 heridos junto a un oficial muerto y 4 heridos lo que hace un total parcial de 35 marineros muertos, 92 heridos , un oficial muerto y 10 heridos
Centro
1ª División Estribor 5 marineros muertos, 9 heridos junto a un oficial muerto
2ª División babor 4 marineros muertos, 7 heridos lo que hace un total parcial de 9 marineros muertos y  16 heridos 
Retaguardia
2ª División Estribor 9 marineros muertos, 23 heridos junto a un oficial muerto
1ª División babor 16 marineros muertos, 40 heridos junto a 5 oficiales heridos lo que hace un total parcial de 25 marineros muertos, 63 heridos , un oficial muerto y 5 heridos.
Hay que resaltar que las mayores bajas se produjeron en vanguardia y en retaguardia y más por estribor que por babor.
En la relación de bajas no aparecen el navío Pegase ni el Bristol, lo que puede deberse a que partieran como escoltas de los convoy que se dirigían a las Indias Orientales y Occidentales.
El 14 de noviembre la flota británica arribo a Spithead

## Consecuencias
Howe consiguió su objetivo principal, asegurar que el convoy llegara a Gibraltar indemne y retornar a Inglaterra. El éxito del reabastecimiento alivió la dura presión de las divisiones posicionadas en Gibraltar asegurando su supervivencia precisamente en una época en la que las fuerzas británicas habían sufrido una desmoralizante sucesión de derrotas en Menorca, Florida y las Indias Occidentales.
Con motivo de las alabanzas que recibió lord Howe en Gran Bretaña y de las críticas que allí mismo suscitaron las noticias sobre el combate aparecidas en la Gaceta de Madrid de 1 de noviembre de 1782, llegando a decir “que los españoles cacareaban como victoria un combate de retaguardia en que no mostraron mucha gana de pelear”, publicó don Luis de Córdova una protesta que transcribe Antonio Ferrer del Río en una de sus obras.
El almirante inglés Howe fue llamado a la cámara de los Lores como jefe de la escuadra que se allanó ante la columna franco-española del Santísima Trinidad de Córdova y que escapó al abrigo del puerto luso de Lagos (sur de Portugal) para evitar ser capturado en aguas del cabo Espartel (norte de África). Howe se justificó ante la solemne audiencia aduciendo que había cumplido la misión que el almirantazgo le había encomendado e hizo llegar al Peñón 32 transportes que había escoltado desde Plymouth y que la guarnición y la población civil gibraltareña necesitaban tras haber estado al borde de la inanición debido al férreo bloqueo, taponamiento que llevaban sufriendo desde hacía tres años y después de haber eludido a la flota combinada de Córdova y La Motte-Piquet. 
En apoyo de Howe, el gobernador de Gibraltar remitió su testimonio favorable, declaración que fue llevada ex profeso a Londres desde la Roca en una balandra. También informó en su favor el coronel del ejército inglés Spearmon, al mando del convoy que finalmente entró en La Roca bajo la protección de la escuadra de Howe. Spearmon había hecho constar en su declaración que la flota de guerra británica había antepuesto la supervivencia de la guarnición de la colonia al dudoso honor de combatir contra una escuadra enemiga de mayor tamaño. 
Este oportuno abastecimiento junto con el fracaso de la tropa hispano-francesa en su ataque a Gibraltar del 13 de septiembre, fortalecieron la posición británica en las conversaciones de paz que se iban a celebrar poco después. Los diplomáticos ingleses se mantuvieron firmes en lo referente a Gibraltar a pesar de las cesiones que España estaba dispuesta a realizar.